# 9K79 Toczka

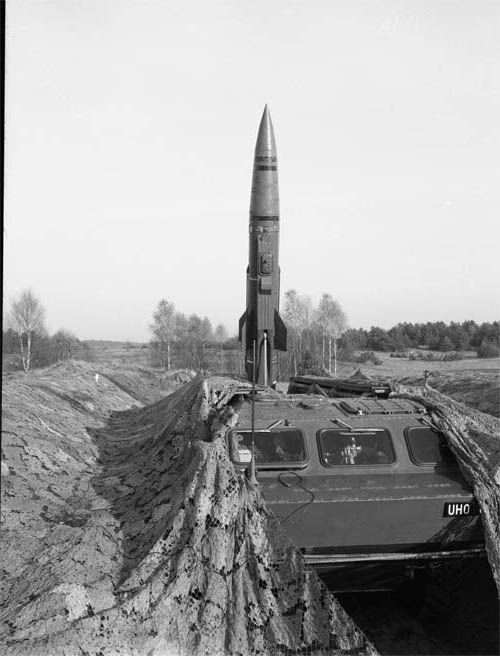
Wyrzutnia 9P129 w położeniu bojowym

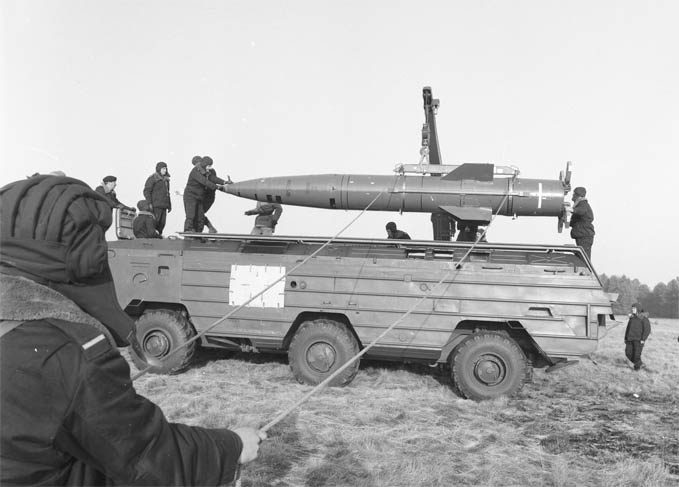
Załadunek rakiety na wyrzutnię

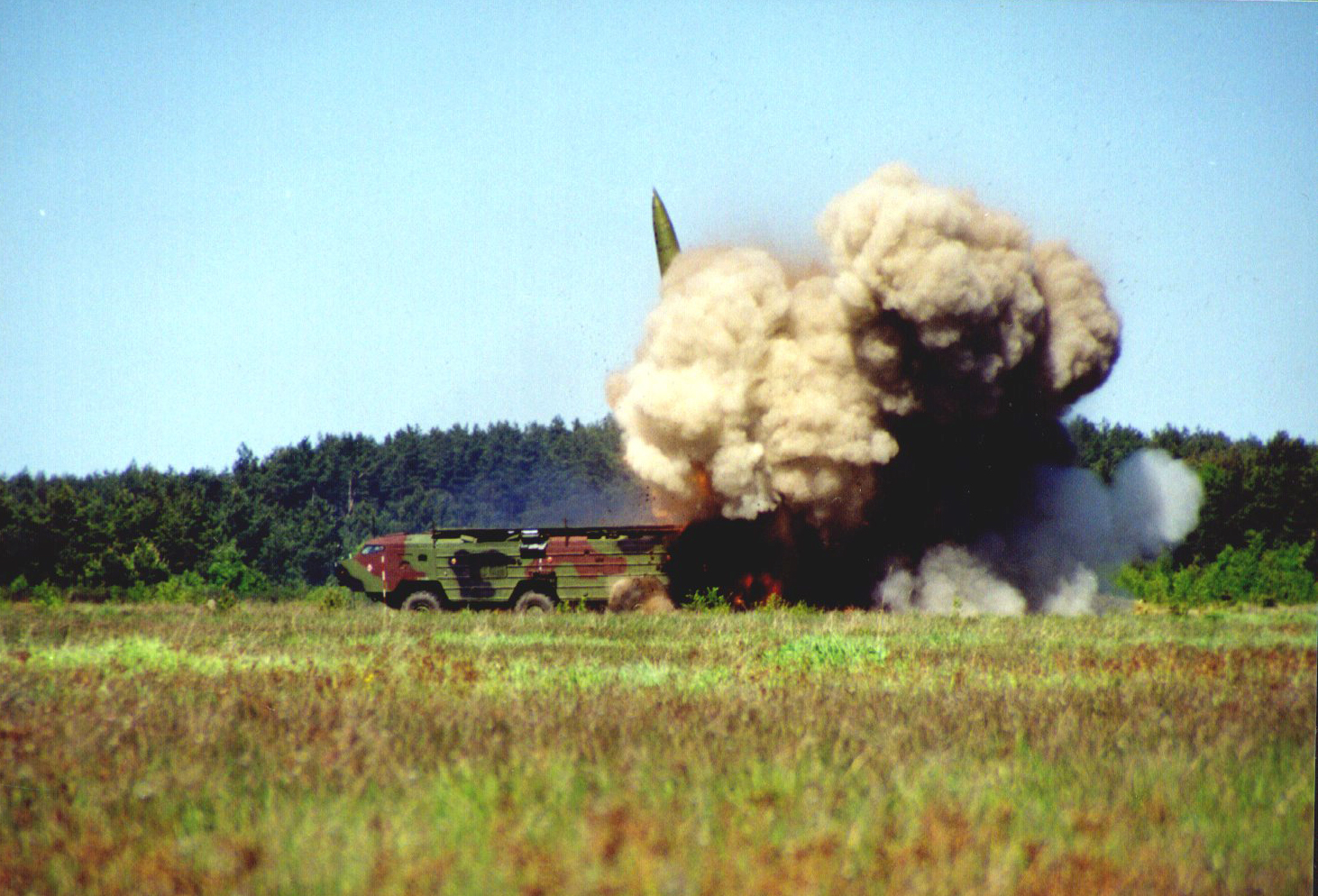
Ostatni start „Toczki” w Wojsku Polskim. Miejsce startu - lotnisko Broczyno (okolice Czaplinka), miejsce upadku rakiety - poligon drawski.

9K79 Toczka – radziecki taktyczny zestaw rakietowy klasy ziemia-ziemia z pociskami balistycznymi krótkiego zasięgu 9M79F, 9M79K lub 9M79B na lądowej platformie samochodowej z wyrzutnią klasy TEL, przeznaczony do rażenia celów punktowych. Według traktatu INF oznaczony był OTR-21, znany jest też pod nazwą kodową NATO SS-21 Scarab.

## Historia
Początki opracowywania systemu sięgają pierwszej połowy lat sześćdziesiątych XX wieku, kiedy to dostrzeżono w ZSRR potrzebę zastąpienia niekierowanych rakiet taktycznych 9K52 Łuna-M przez nowy system o większej precyzji strzału, co wymagało wprowadzenia kierowania pocisku w locie. Pierwotnie w tym celu w biurze konstrukcyjnym OKB-2 (późniejsze MKB Fakieł) opracowano projekt pocisku W-612 dla lądowego zestawu taktycznego Jastrieb, na podstawie rakiety W-611 morskiego systemu przeciwlotniczego M-11 Sztorm. Zakładano zastosowanie zdalnego radiokomendowego układu kierowania, użytego wcześniej w lądowym systemie taktycznym z pociskami skrzydlatymi FKR-1, jednak taki układ okazał się moralnie przestarzały i w nowym pocisku konieczny był autonomiczny układ kierowania typu „wystrzel i zapomnij”. Wobec tego w 1965 roku opracowano nowy projekt z pociskiem W-614 dla nowego zestawu nazwanego Toczka, w którym również wykorzystano korpus i silnik rakietowy z pocisku W-611, jednak zakładano użycie bezwładnościowego systemu kierowania i silnej głowicy bojowej o dużej skuteczności. 
W 1966 roku biuro OKB-2 musiało przekazać jednak, prawdopodobnie z powodu przeciążenia innymi projektami, dokumentację do Biura Konstrukcyjnego Budowy Maszyn z Kołomny (KBM, dawne SKB GA), któremu powierzono dalszy rozwój systemu. Zapoczątkowało to rolę KBM jako głównego biura opracowującego pociski taktyczne i operacyjne dla radzieckich i rosyjskich wojsk lądowych. Na tym etapie wprowadzono korekty do projektu, po czym oficjalnie prace zlecono postanowieniem Rady Ministrów ZSRR 4 marca 1968 roku. Skonstruowanie i produkcję wyrzutni oraz innych pojazdów zestawu powierzono natomiast Zakładom Barrikady w Wołgogradzie. Wyrzutnię zabudowano na podwoziu trzyosiowej amfibii terenowej BAZ-5921, produkowanej przez zakłady BAZ w Briańsku. Prace nad pociskiem szybko posuwały się do przodu i od 1970 roku prowadzono pierwsze próby silnika, a w następnym roku na poligonie Kapustin Jar dokonano pierwszych próbnych startów kompletnych pocisków z eksperymentalnej wyrzutni 9P129. W 1975 roku po pozytywnych próbach przyjęto kompleks pod oznaczeniem GRAU: 9K79 i nazwą Toczka (pol. kropka, punkt) na uzbrojenie. Nieco wcześniej, bo już w 1973 rozpoczęto produkcję pocisków 9M79 w Pietropawłowskich Zakładach Ciężkiego Przemysłu Maszynowego (w 1988 roku przeniesioną do Wotkińskich Zakładów Mechanicznych), a od maja 1974 ruszyła produkcja podwozi pływających BAZ-5921/5922 dla wyrzutni 9P129 i pojazdów transportowych 9T218.
Już w 1971 roku zdecydowano opracować modyfikację zestawu oznaczoną Toczka-R, dostosowaną do wystrzeliwania pocisków przeciwradarowych. W pocisku oznaczonym 9M79M można było zastosować pasywną głowicę samonaprowadzającą się na źródła emisji elektromagnetycznej – przede wszystkim stacje radiolokacyjne obrony przeciwlotniczej. Zmodyfikowano w tym celu wyrzutnię 9P129M, która mogła odpalać także zwykłe pociski. Zasięg pozostał taki sam, do 70 km, a błąd trafienia nie przewyższał 45 m. Po przedłużającym się etapie rozwoju, nową wersję przyjęto na uzbrojenie w 1983 roku i od tego roku też produkowano wyrzutnie 9P129M zamiast dotychczasowych.
Głębszą modernizację systemu stanowił zestaw Toczka-U, wprowadzony na uzbrojenie w 1989 roku. Dzięki ulepszeniom pocisku i zastosowaniu nowego paliwa rakietowego, głównym ulepszeniem stało się zwiększenie zasięgu pocisku do 120 km oraz dokładności trafienia. Wykorzystywane pociski 9M79-1 różnią się od poprzednich jedynie detalami, między innymi nieznacznie przesunięto do przodu skrzydła. Zmodyfikowano też wyrzutnię do wersji 9P129-1M lub 9P129-1 w uproszczonej wersji niedostosowanej do rakiet przeciwradiolokacyjnych.

## Służba
Nowe systemy zaczęto wprowadzać około 1978 roku. Na większą skalę pojawiły się w uzbrojeniu od 1981 roku, kiedy trafiły przede wszystkim do dywizjonów artylerii stacjonujących w NRD i Czechosłowacji, a następnie w pozostałych oddziałach Zachodniej Grupy Wojsk. Początkowo używane były na szczeblu dywizyjnym - dywizjon rakiet taktycznych w składzie 4 lub 6 wyrzutni wchodził w skład dywizji pancernych i zmechanizowanych. Od połowy lat 80. zaczęto je wycofywać z dywizji i tworzyć brygady rakiet taktycznych na szczeblu armii (12-18 wyrzutni). Do końca lat osiemdziesiątych na uzbrojeniu ZSRR było około 250 wyrzutni z których sformowano 15 brygad (w każdej 12-18 wyrzutni) i osiem dywizjonów. Po zaspokojeniu potrzeb własnych wojsk, zestaw został dopuszczony do eksportu dla armii państw Układu Warszawskiego, do Wojska Polskiego trafiły w 1987 roku – zakupiono cztery wyrzutnie i niezbędne pojazdy dla dywizjonu oraz zapas pocisków. Wyposażony w nie został 7 dywizjon rakiet taktycznych (7 drt) w Budowie. Więcej egzemplarzy nie zakupiono z powodu katastrofalnego stanu gospodarczego kraju i wielokrotnie wyższej ceny niż poprzedni kompleks taktyczny Łuna-M. W 2005 roku zestaw został  wycofany ze służby  ze względu na brak części zamiennych, wyczerpanie resursu rakiet oraz brak bazy remontowej.  W ograniczonym zakresie weszły na uzbrojenie pozostałych krajów UW, oprócz Rumunii. Zakupiły go także Irak, Syria, Libia i Jemen oraz KRLD.
Przeznaczony jest do zwalczania środków ogniowych i rozpoznania przeciwnika, stanowisk dowodzenia oraz zgrupowań techniki bojowej, składów amunicji i innych materiałów.

## Użycie bojowe
W 1999 użyto ich w Czeczenii. Działania oddziału rakiet 58 Armii ujawniły jednak wady systemu. Były to między innymi: niski poziom automatyzacji dowodzenia i niedostateczna efektywność konwencjonalnych głowic rakiety.
9K79 były używane przez Siły Zbrojne Federacji Rosyjskiej także w wojnie w Gruzji w 2008 roku. Według USA, 8 sierpnia ostrzelano Toczkami terytorium zachodniej Gruzji z Abchazji i łącznie do 11 sierpnia doszło do co najmniej 15 odpaleń. Rosja nie przyznała użycia Toczek, twierdząc, że chciała unikać strat cywilnych, ale szczątki rakiety znaleziono np. w zabudowanym rejonie Poti. Po ustaniu walk, 15 sierpnia wyrzutnie przerzucono do Osetii Południowej.
Pociski Toczka byłej armii Jemenu były używane przez siły Huti podczas wojny domowej w Jemenie. 4 września 2015 roku w wyniku trafienia składu paliw w bazie koło Safer zginęło przynajmniej 65 żołnierzy koalicji (głównie ZEA), a 14 grudnia tego roku w ataku na punkt dowodzenia zginęło ok. 150 żołnierzy, głównie Saudyjczyków.
Pociski tego typu były używane przez obie strony podczas rosyjskiej inwazji na Ukrainę w 2022 roku. Między innymi, Siły Zbrojne Ukrainy przy użyciu rakiet Toczka-U zaatakowały 25 lutego wojskowe lotnisko w Millerowie w obwodzie rostowskim niszcząc kilka samolotów wroga. Według oficjalnie podanej, lecz niepewnej wersji, wojska Ukrainy użyły tego pocisku do zatopienia w Berdiańsku 24 marca okrętu desantowego Rosyjskiej Floty Czarnomorskiej „Saratow”.

## Skład zestawu
- wyrzutnia 9P129
- pojazd transportowo-załadowczy 9T218
- pocisk rakietowy 9M79
- stacje kontrolno-pomiarowe i wyposażenie pomocnicze

Kierowanie pociskiem: bezwładnościowe na całym torze lotu; sterowanie za pomocą sterów aerodynamicznych oraz pomocniczo-gazodynamicznych.
Typ pocisku: rakietowy z głowicą bojową o działaniu burzącym lub kasetowym lub specjalna jądrowa.
Napęd pocisku: jednostopniowy silnik rakietowy na paliwo stałe.
Typ wyrzutni: jednoprowadnicowa, samobieżna (pływająca), kołowa, na podwoziu typu 5921.

## Dane taktyczno-techniczne
Średnica pocisku: 650 mm.
Rozpiętość płatów pocisku: 1440 mm
Długość pocisku: 6400 mm
Wymiary wyrzutni w położeniu marszowym: 9140x2800x4200 mm
Masa wyrzutni: 17 800 kg
Masa wyrzutni bojowa: 18 145 kg. Masa pocisku: 2010 kg
Masa głowicy bojowej: 482 kg
Prędkość marszowa pocisku: 1036 m/s. Minimalna odległość strzelania: 15 000 m
Maksymalna odległość strzelania: 70 000 m.
Maksymalny pułap lotu: 26 000 m
Czas lotu na maks. odległość: 136 s
Czas przejścia w położenie bojowe: 16 min
Obsługa: 3 żołnierzy
Zapas przewożonej amunicji: 1 rakieta na wyrzutni, 2 rakiety na pojeździe transportowo-załadowczym
Maksymalna prędkość jazdy: 70 km/h
Maksymalna prędkość pływania: 8 km/h
Zasięg jazdy na szosie: 650 km